# Голівочка білоквіткова
Голівочка білоквіткова (Cephalozia leucantha) — вид печіночників порядку юнгерманіальних (Jungermanniales).
Таксон вважається синонімом до Fuscocephaloziopsis leucantha (Spruce) Váňa & L. Söderstr.

## Поширення
Батьківщиною є Європа, Азія, Північна Америка.